# Justizfachangestellter
Justizfachangestellte (JFA) nehmen bei Gerichten und Staatsanwaltschaften vor allem Aufgaben der Geschäftsstelle wahr. Diese Aufgaben werden zunehmend in sogenannten Service-Einheiten erledigt, in denen die Tätigkeiten von Richtern, Rechtspflegern und Geschäftsstelle vernetzt sein sollen. Dabei sind sowohl Informations- und Kommunikationstechniken einzusetzen als auch „schlichte“ Schreibarbeiten zu erledigen. Zu den Aufgaben der Justizfachangestellten gehören unter anderem Registraturarbeiten, die Berechnung und Überwachung von Fristen, die Kostenberechnung, die Aufnahme von Anträgen und Erklärungen, die Protokollführung, die Erteilung von Auskünften und die Anlegung und Führung von Registern und Akten. Justizfachangestellte werden wie Justizbeamte des mittleren Dienstes auch als Urkundsbeamter der Geschäftsstelle und Kostenbeamte tätig.
Die Ausbildung dauert drei Jahre, kann aber je nach Bundesland auf zweieinhalb Jahre gekürzt werden. Ein Wechsel in den mittleren Justizdienst ist durch eine weitere, oftmals verkürzte, Ausbildung zum Justizfachwirt möglich.